# Zostera caulescens
Zostera caulescens är en bandtångsväxtart som beskrevs av Shigeru Miki. Zostera caulescens ingår i släktet bandtångssläktet, och familjen bandtångsväxter. IUCN kategoriserar arten globalt som nära hotad. Inga underarter finns listade.